# 1721
Cette page concerne l'année 1721  du calendrier grégorien.
L'année 1721 est une année commune qui commence un mercredi.

## Événements

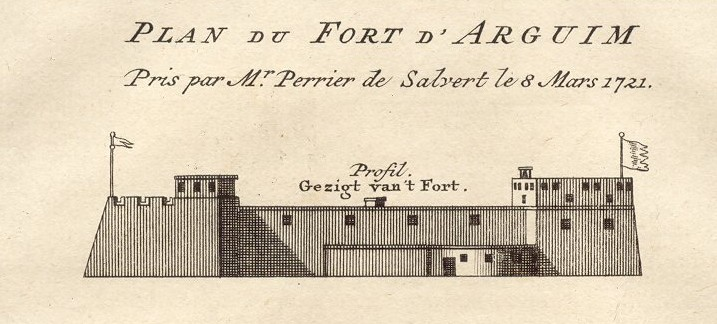
Le fort d'Arguin en 1721

- 8 mars : la France s'empare du fort d'Arguin, colonie du Brandebourg, sur la côte de Mauritanie actuelle[1].
- 30 mars : incendie d'Edo (Tokyo)[2].
- 2 avril : établissement français à Mahé[3].
- 26 avril : combat de Saint-Denis entre un vaisseau portugais et deux navires pirates dans le port de Saint-Denis, sur l'île Bourbon[4].
- 21 mai : couronnement de Bacaffa l'Impitoyable, négus d’Éthiopie (fin de règne en 1730)[5], après la mort (empoisonnement ?) de David III d'Éthiopie.
- 3 juillet : le missionnaire norvégien Hans Egede (1686-1758) atteint la côte ouest du Groenland. Il fonde la mission protestante de Godthaab. Son activité d’évangélisation des Inuits sera poursuivie par son fils Paul (1708-1789) à partir de 1747[6].
- 21 août : début de la circumnavigation de l'amiral hollandais Jacob Roggeveen, qui découvre l'île de Pâques (6 avril 1722) et l'île de Samoa dans le Pacifique (fin en 1722)[7].

- 23 septembre : les Français colonisent l'île Maurice[8].

- 11 octobre : mort de La Prévotière, gouverneur de Pondichéry. Pierre-Christophe Lenoir devient gouverneur par intérim de la Compagnie française des Indes orientales[9].
- 16 octobre : massacre de Duval, commandant de la garnison française du fort d'Arguin et de seize ses hommes par les Maures alliés aux Hollandais. Le 25 octobre, les Maures assiègent le fort qui se rend le 11 janvier 1722[1].

- Tentative de soulèvement d'esclaves noirs en Caroline du Sud. La crainte de révoltes d’esclaves s'amplifie en Amérique du Nord dans les années 1720. En Virginie, les serviteurs blancs sont autorisés à rejoindre la milice en tant que substitut d'hommes libres. Des patrouilles pour la surveillance des esclaves sont organisées[10].

### Europe
- 14 janvier : inauguration du Collège ecclésiastique (Saint-Synode) en Russie[11] ; le patriarcat de Moscou est supprimé et remplacé par une assemblée permanente chargée de la gestion des affaires de l’Église et du contrôle du clergé.

- 5 février : Stanhope, qui exerce la fonction de Premier ministre du Royaume-Uni, mis en cause à la suite du scandale de la South Sea Company, meurt d'un accident vasculaire cérébral[12].

- 27 mars : double alliance France-Espagne[13].

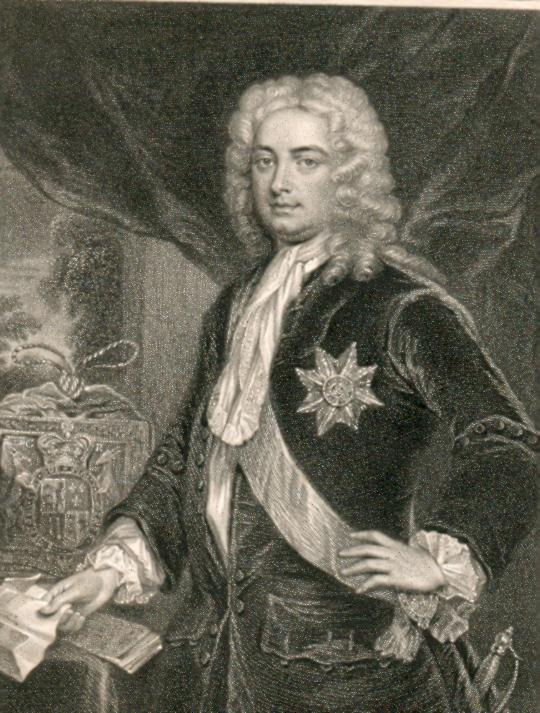
Sir Robert Walpole, libéral sincère (whigs), sait garantir la paix et gouverner les hommes, mais il met en place, avec son ami Thomas Pelham-Holles, duc de Newcastle, un système de corruption politique systématique afin de s'assurer du soutien parlementaire nécessaire.

- 4 avril : début du ministère whig de Robert Walpole, Lord du Trésor et chancelier de l'Échiquier, en fait véritable Premier ministre du Royaume-Uni (fin en 1742)[14].

- 8 mai : élection du pape Innocent XIII (fin le 7 mars 1724)[15]. Il s’efforce d'être un pontife de la paix entre les grandes puissances catholiques.

- 13 juin : traité de Madrid (es). Triple alliance France-Grande-Bretagne-Espagne[13]. Guillaume Dubois cède la base de Pensacola en Floride, brise le monopole franco-espagnol de l’asiento noir au profit des Britanniques et renonce aux fortifications de Mardick près de Dunkerque.
- 26 juillet/12 août : projet des mariages espagnols, qui doivent unir le jeune Louis XV et la fille de Philippe d’Orléans à deux enfants de Philippe V d'Espagne[16].

- 10 septembre (30 août du calendrier julien) : la paix de Nystad, avec la médiation française, donne à la Russie les provinces suédoises de la Baltique (la Carélie, l’Ingrie, l’Estonie et la Livonie, Vyborg en Finlande méridionale) contre le paiement d’une indemnité de 2 millions d’écus[17]. En Allemagne, la Suède a perdu aux traités de Stockholm Brême-et-Verden et la majeure partie de la Poméranie occidentale. Fin de la Grande Guerre du Nord. Le tsar Pierre le Grand restaure à Nystad les anciens privilèges de la noblesse en Estonie.
- 2 novembre : Pierre Ier le Grand est proclamé par le Sénat « père de la patrie, imperator et grand ». Abandon du titre de tsar[18].

## Naissances en 1721
- 3 janvier : Giuseppe Paladino, peintre italien († 1794).
- 19 janvier : Jean-Philippe Baratier, enfant prodige d'origine française († 5 octobre 1740).

- 23 juillet : Anna Dorothea Therbusch, peintre allemande d’origine polonaise († 9 novembre 1782).
- 28 juillet : Pierre Jaquet-Droz, horloger suisse († 1790).

- 16 septembre : Domenico Corvi, peintre italien de la période néoclassique († 22 juillet 1803).

- 6 décembre : Guillaume-Chrétien de Lamoignon de Malesherbes, avocat et homme d'État français († 22 avril 1794).
- 27 décembre : Antonio Ripa, maître de chapelle et compositeur aragonais († 3 novembre 1795).
- 29 décembre : Jeanne-Antoinette Poisson, future Madame de Pompadour, favorite du roi Louis XV († 15 avril 1764).

- Date précise inconnue :
  - Francesco Albotto, peintre italien de vedute  († 13 janvier 1757).
  - Jacques-Antoine Beaufort, peintre français († 25 juin 1784).
  - Pietro Antonio Lorenzoni, peintre baroque italien († 1782).

## Décès en 1721
- 20 avril : Louis Laguerre, peintre français (° 1663).
- 2 avril : Luigi Garzi, peintre baroque italien (° 1638).
- 8 avril : Mary Read, pirate anglaise (° vers 1690).

- 28 juin : Isaac Sailmaker, peintre de marine néerlandais (° 1633).

- 18 juillet : Antoine Watteau, peintre rococo français, à Nogent-sur-Marne (° 10 octobre 1684).
- 25 juillet : Aaron ben Benjamin Wolf, rabbin à Berlin puis à Francfort-sur-l'Oder (° vers 1670).

- 5 août : Louis Counet, peintre liégeois (° 1652).

- 11 septembre : Rudolf Jakob Camerarius, botaniste allemand (° 1665).
- 13 septembre : François de Mailly, cardinal français, archevêque de Reims (° 4 mars 1658).
- 21 septembre : Tommaso Bonaventura della Gherardesca, religieux catholique italien, archevêque de Florence de 1703 à 1721 (° 24 juillet 1654).

- Octobre : Andrea dell'Asta, peintre baroque italien (° 20 avril 1674).

- 10 novembre : Giuseppe Ghezzi, peintre baroque italien (° 6 novembre 1634).
- 13 novembre : Abdoullah Khan, sultan de Safa et chef de la tribu Abdali (° 1670).
- 28 novembre : Louis-Dominique Cartouche, criminel français (° 1693).

- 19 décembre : Bonaventura Lamberti, peintre baroque italien (° vers 1653).

- Date précise inconnue :
  - Nicola Malinconico, peintre italien (° 1663).
  - Mîrzâ Abd ul-Qâdîr Bedil (en), poète indien de langue persane.